# Drietoma
Drietoma (em húngaro: Drétoma) é um município da Eslováquia, situado no distrito de Trenčín, na região de Trenčín. Tem 35,83 km² de área e sua população em 2018 foi estimada em 2.277 habitantes.

## Demografia
| Ano:        | 1994 | 2004   | 2014    | 2024   |
| ----------- | ---- | ------ | ------- | ------ |
| Broj ljudi: | 2028 | 2047   | 2262    | 2187   |
| Razlika:    |      | +0,93% | +10,50% | -3,31% |

| Ano:               | 2023 | 2024   |
| ------------------ | ---- | ------ |
| Número de pessoas: | 2191 | 2187   |
| Diferença:         |      | -0,18% |